# Xenoctenus proseni
Espèce
Xenoctenus proseni est une espèce d'araignées aranéomorphes de la famille des Xenoctenidae.

## Distribution
Cette espèce est endémique du département de Meta en Colombie,. Elle se rencontre vers Cumaral.

## Description
La femelle holotype mesure 24 mm.

## Systématique et taxinomie
Cette espèce a été décrite par Carcavallo et Martínez en 1967.

## Étymologie
Cette espèce est nommée en l'honneur d'Alberto F. Prosen. 

## Publication originale
- Carcavallo & Martínez, 1967 : « Revision del genero Xenoctenus M. Leitão (Araneae. Ctenidae). » Segunda Jornada Entomoepidemiológica Argentina, vol. 1965, no 1, p. 75-82.